# Axel Eggenfellner
Axel Eggenfellner (* 8. September 1972 in Wien) ist ein österreichischer Judoka. Er kämpfte für den JC Yamamato und gewann 1991 die Silbermedaille bei der Junioreneuropameisterschaft. Nach der Matura wurde er Zeitsoldat beim Heeressportzentrum. Er absolvierte 2004 das Studium Industrial Design.
Nebenbei arbeitet er als Judotrainer in Wien. Ab 2017 arbeitet Eggenfellner als Trainer im Leistungszentrum Südstadt.

## Erfolge
- Staatsmeister 1994 (für Samurai Wien) und 1999 (für UJZ Mühlviertel)[4]
- 2. Rang ASKÖ World Tournament Leonding 1998 bis 81 kg
- 2. Rang World Masters München 1996 bis 78 kg
- 2. Rang ASKÖ World Tournament Leonding 1996 bis 78 kg
- 2. Rang ASKÖ World Tournament Leonding 1995 bis 78 kg
- 2. Rang Junioreneuropameisterschaft Pieksämäki 1991 bis 78 kg
- 3. Czech Cup Prag 1998 bis 81 kg
- 3. Jigoro Kano Cup Tokio 1996 bis 78 kg
- 3. Rang Internationale Deutsche Meisterschaft 1996 bis 78 kg
- 3. Polish Open Warschau 1994 bis 78 kg
- 5. Juniorenweltmeisterschaft Buenos Aires 1992 bis 78 kg